# Prinsenveld
Het Prinsenveld (in de volksmond en op oude kaarten ook wel 'Eykveld' genoemd) is een natuurgebied in Hofstade, deelgemeente van Zemst. Het gebied heeft een oppervlakte van ongeveer 10 hectare en ligt in het Noordoosten van de gemeente, tussen De Plage en de Leuvense Vaart. Het Prinsenveld is eigendom van OCMW Mechelen en sinds 1976 een Beschermd landschap. Het beheer is sinds 2006 in handen van Natuurpunt met ondersteuning van Regionaal Landschap Groene Corridor.
Het Prinsenveld is publiek toegankelijk.

## Landschap
Het Prinsenveld bestaat voornamelijk uit grasland dat wordt doorsneden door enkele natte grachten, bomenrijen en struweel. Kenmerkend voor het gebied zijn de vele knoteiken, een vrij zeldzame variant op de meer voorkomende knotwilgen. De weilanden zijn zijn zacht glooiend en deze hoogteverschillen verdelen het Prinsenveld in droge en vochtige zones.
Het Prinsenveld kende historisch een grote diversiteit aan weideplanten- en vogels. De natuurbeheerswerken richten zich op de terugkeer van deze rijkdom.